# Comitato economico e sociale europeo
Il Comitato economico e sociale europeo (CESE in acronimo), che ha sede a Bruxelles, è un organo consultivo dell'Unione europea, istituto con il Trattato di Roma del 1957 nell'ambito dell'allora Comunità Economica Europea.

## Composizione
I membri del comitato, nominati in proporzione alla popolazione dei 27 stati membri, rappresentano le categorie economiche esprimenti gli interessi economici, sociali e culturali nei rispettivi paesi. In base all'articolo 257 del Trattato di Roma, come modificato dal Trattato di Nizza: «Il comitato è costituito da rappresentanti delle varie componenti di carattere economico e sociale della società civile organizzata, in particolare dei produttori, agricoltori, vettori, lavoratori, commercianti e artigiani, nonché delle libere professioni, dei consumatori e dell'interesse generale».
I membri del CESE sono eletti dal Consiglio dell'Unione europea in base a candidature presentate dai governi degli stati membri dell'Unione europea e ricevono un incarico quinquennale rinnovabile; ciascun membro del Comitato, una volta eletto, è indipendente dal governo che lo ha candidato.
Il CESE si riunisce una volta al mese a Bruxelles. Presidente, per il periodo 2020-2023, è l'austriaca Christa Schweng.

## Funzioni del Comitato
Il CESE svolge una doppia funzione consultiva:
- funzione consultiva "su iniziativa delle maggiori istituzioni dell'Unione europea". Gli organi richiedenti il parere sono quindi la Commissione europea, il Consiglio dell'Unione europea ed il Parlamento europeo.
- funzione consultiva "di auto-iniziativa". In tal caso è lo stesso CESE a definire prima del parere la tematica che merita riflessione. Circa il 15% dei pareri derivano da auto-iniziativa.[2].

Il CESE in media adotta 150 pareri all'anno, svolgendo un attivo ruolo nella preparazione della politica comunitaria.
Le materie di consultazione del CESE sono state ampliate dal Trattato di Maastricht e sono le seguenti:
- Cooperazione economica e sociale
- Ambiente
- Affari sociali
- Educazione
- Salute
- Industria
- Reti trans-europee
- Tassazione indiretta
- Tutela dei consumatori
- Fondi strutturali

Per alcune di queste materie il CESE coopera con il Comitato delle regioni.
Il sito ufficiale del Comitato conserva un database di tutti i pareri espressi del CESE dal gennaio 1990, in tutte le lingue ufficiali dell'UE.

## Riferimenti normativi
- Regolamento interno del Comitato economico e sociale europeo Gennaio 2021